# Dasyornis broadbenti
Dasyornis broadbenti là một loài chim trong họ Dasyornithidae. Loài này đặc hữu Australia.
Môi trường sinh sống gồm rừng cây bụi ôn đới. Nó bị đe dọa mất môi trường sinh sống.